# بطولة إفريقيا لكرة القدم للشباب 1981
أُجريت بطولة أفريقيا لكرة القدم للشباب 1981 وَفق نظام الذهاب والإياب، وقد كانت مؤهلة لبطولة العالم للشباب لكرة القدم 1981 بأستراليا.

## المنتخبات المشاركة
شاركت المنتخبات التالية في البطولة (ولعبت مباراة واحدة على الأقل):
| - الجزائر - جمهورية إفريقيا الوسطى - الكاميرون - مصر - غينيا الاستوائية | - إثيوبيا - الغابون - غينيا - موريتانيا - المغرب | - نيجيريا - توغو - تونس - زيمبابوي |

## الدور التمهيدي
| فريق 1           | النتيجة | فريق 2  | المباراة 1 | المباراة 2 |
| ---------------- | ------- | ------- | ---------- | ---------- |
| غينيا الاستوائية | 4 - 3   | الغابون | 2 - 0      | 2 - 3      |
| توغو             | w/o 1   | بنين    |            |            |
| زيمبابوي         | w/o 1   | مالاوي  |            |            |

1 انسحبت مالاوي وبنين.

## الدور الأول
| فريق 1                 | النتيجة         | فريق 2           | المباراة 1 | المباراة 2     |
| ---------------------- | --------------- | ---------------- | ---------- | -------------- |
| غينيا                  | 2 - 2 (a)       | غينيا الاستوائية | 2 - 1      | 0 - 1          |
| الكاميرون              | 5 - 1           | توغو             | 3 - 0      | 2 - 1          |
| تونس                   | 1 - 1 (6-5 PSO) | المغرب           | 0 - 1      | 1 - 0 (a.e.t.) |
| زيمبابوي               | 2 - 1           | إثيوبيا          | 0 - 0      | 2 - 1          |
| موريتانيا              | 1 - 6           | الجزائر          | 1 - 3      | 0 - 3          |
| نيجيريا                | w/o 1           | ساحل العاج       |            |                |
| مصر                    | w/o 1           | أوغندا           |            |                |
| جمهورية إفريقيا الوسطى | w/o 1           | كينيا            |            |                |

1 انسحبت كوت ديفوار وأوغندا وكينيا.

## ربع النهائي
| فريق 1                 | النتيجة | فريق 2           | المباراة 1 | المباراة 2 |
| ---------------------- | ------- | ---------------- | ---------- | ---------- |
| الكاميرون              | 3 - 1   | غينيا الاستوائية | 3 - 0      | 0 - 1      |
| نيجيريا                | 5 - 4   | تونس             | 4 - 0      | 1 - 4      |
| زيمبابوي               | 1 - 3   | مصر              | 1 - 1      | 0 - 2      |
| جمهورية إفريقيا الوسطى | 4 - 3 1 | الجزائر          | 4 - 1      | 0 - 2      |

1 1 اضطرت جمهورية أفريقيا الوسطى إلى الانسحاب بسبب الاضطرابات المدنية والمشاكل السياسية في البلاد.

## نصف النهائي
| فريق 1  | النتيجة | فريق 2    | المباراة 1 | المباراة 2 |
| ------- | ------- | --------- | ---------- | ---------- |
| نيجيريا | 2 - 4   | الكاميرون | 2 - 3      | 0 - 1      |
| الجزائر | w/o1    | مصر       |            |            |

1 انسحبت الجزائر.

## النهائي
| فريق 1    | النتيجة | فريق 2 | المباراة 1 | المباراة 2 |
| --------- | ------- | ------ | ---------- | ---------- |
| الكاميرون | 1 - 3   | مصر    | 1 - 1      | 0 - 2      |

| بطولة أفريقيا لكرة القدم للشباب 1981 |
| ------------------------------------ |
| · مصر · للمرة الأولى                 |

## المتأهلين لبطولة العالم للشباب
تأهل أفضل فريقين إلى بطولة العالم للشباب لكرة القدم 1981 بأستراليا.
- مصر
- الكاميرون

## روابط خارجية
- نتائج المباريات من آر إس إس إس إف